# Rena do Ártico
A rena do Ártico (Rangifer tarandus eogroenlandicus) era uma subespécie de rena que vivia no leste da Groenlândia. Ela está extinta desde 1900.
Arqueólogos encontraram ossos de pequenas renas do tamanho da rena Peary, Rangifer arcticus pearyi, em toda a Groenlândia no interglacial Illinois-Wisconsin e durante o último máximo glacial e o início do Holoceno (Meldgaard 1986). Degerbøl (1957) descreveu a rena do Ártico, R. t. eogroenlandicus, uma pequena rena que foi extinta por volta de 1900, de um enclave relíquia no nordeste da Groenlândia. No entanto, Anderson (1946) achava que as pequenas renas encontradas ocasionalmente no noroeste da Groenlândia (e, por implicação, em toda a Groenlândia nos tempos pré-históricos) eram renas Peary. Bennike (1988), comparando ossos e observando que a rena Peary foi documentada cruzando o Estreito de Nares até a Groenlândia, duvidou que a pearyi e a eogroenlandicus fossem subespecificamente distintas. O fato de a rena Peary compartilhar certos haplótipos de mtDNA e semelhanças morfológicas com ele (Kvie et al. 2016) lança mais dúvidas sobre a validade da R. t. eogroenlandicus. O Qaujimajatuqangit (conhecimento tradicional ou comunitário) inuíte registra que a rena Peary ocasionalmente cruza a Groenlândia.
A rena da Groenlândia (R. groenlandicus após uma revisão recente) é maior e mais escura e não se refere à R. a. pearyi ou à R. t. eogroenlandicus.

## Arquipélago Ártico Canadense
A rena na maioria das ilhas do Alto Ártico é a rena Peary, R. arcticus pearyi.

## Svalbard, Noruega
As renas do grupo de ilhas de Svalbard foram recentemente classificadas como uma espécie completa, R. platyrhinchus.

## Outras populações de renas
Muitos outros caribus (América do Norte) e renas (Eurásia) vivem em regiões árticas, ou seja, ao norte do Círculo Polar Ártico, a 66° de latitude norte (ou na tundra, segundo uma definição botânica de Ártico).